# Second Best Bed
Pour plus de détails, voir Fiche technique et Distribution.
Second Best Bed est un film britannique de comédie réalisé et interprété par Tom Walls et sorti en 1938. Le scénario est de Ben Travers, et est basé sur une de ses premières histoires. Les acteurs principaux sont Jane Baxter et Veronica Rose.

## Synopsis
Un couple nouvellement marié rencontre des difficultés lorsque la femme refuse d'obéir aux ordres de son mari.

## Fiche technique
- Réalisation : Tom Walls

## Distribution
- Tom Walls : Victor Garnett
- Jane Baxter : Patricia Lynton
- Veronica Rose : Jenny Murdoch
- Carl Jaffe : Georges Dubonnet
- Greta Gynt : Yvonne
- Edward Lexy : Murdoch
- Tyrell Davis : Whittaker
- Mae Bacon : Mme Whittaker
- Ethel Coleridge : Mme Knuckle
- Davy Burnaby : Lord Kingston
- Martita Hunt : Mme Mather
- Gordon James : le juge
- Phil Ray : Stanley Hurley
- Peter Bull : un spectateur du match de tennis (non crédité)
- Charlotte Leigh : Mlle Boolbread (non crédité)
- C. Denier Warren : Umpire (non crédité)
- H. Victor Weske : Gendarme (non crédité)
- Danilo Ilchenko : Panteleimon Prokofyevich Melekhov
- O. B. Clarence : le juge de Torceston (non crédité)